# Alfred Junge
Alfred Junge, né le 29 janvier 1886 à Görlitz (Allemagne) et mort le 16 juillet 1964 à Bad Kissingen (Allemagne), est un chef décorateur et directeur artistique allemand.

## Biographie
Après plusieurs films allemands muets au sein de la UFA à Berlin — le premier en 1923 —, notamment réalisés par Ewald André Dupont, Alfred Junge intègre l'équipe de ce dernier ; il le suit à Paris et Londres, pour le tournage de Moulin rouge (film allemand) en 1928, puis pour son premier film britannique en 1929, Piccadilly. Il revient brièvement sur le continent, où il contribue à deux films français en 1931 (dont Marius), ainsi qu'à quelques films allemands encore, jusqu'en 1932, année où il s'installe définitivement à Londres. Dans son pays d'adoption, il travaille notamment avec Michael Powell (dix films) et Alfred Hitchcock (trois films de sa période britannique), sans compter plusieurs films américains (ou coproductions) de la Metro-Goldwyn-Mayer, tournés au Royaume-Uni principalement. Le Narcisse noir, l'un de ses films avec Powell (et Emeric Pressburger), en 1947, lui vaut l'année suivante (1948) un Oscar de la meilleure direction artistique. En tout, Alfred Junge collabore à une centaine de films, le dernier en 1957.

## Filmographie partielle
- 1923 : Die grüne Manuela - Ein Film aus dem Süden d'Ewald André Dupont
- 1923 : Inge Larsen d'Hans Steinhoff
- 1923 : Baruch (Das alte Gesetz) d'Ewald André Dupont
- 1924 : Der Mann um Mitternacht d'Holger-Madsen
- 1924 : Mensch gegen Mensch d'Hans Steinhoff
- 1925 : Athleten de Friedrich Zelnik
- 1925 : Ein Lebenskünstler d'Holger-Madsen
- 1925 : Variété (Varieté) d'Ewald André Dupont
- 1926 : Spitzen d'Holger-Madsen
- 1927 : Brennende Grenze d'Erich Waschneck
- 1927 : Die Tragödie eines Verlorenen d'Hans Steinhoff
- 1927 : Régine, tragédie d'une femme (Regine, die Tragödie einer Frau) d'Erich Waschneck
- 1928 : Moulin rouge (titre original) d'Ewald André Dupont
- 1928 : Die Carmen von St. Pauli d'Erich Waschneck
- 1929 : Piccadilly d'Ewald André Dupont
- 1929 : Ich lebe für Dich de Wilhelm Dieterle
- 1929 : Der Günstling von Schönbrunn d'Erich Waschneck et Max Reichmann
- 1929 : Die Drei un Edith d'Erich Waschneck
- 1930 : Zwei Welten d'Ewald André Dupont (+ versions alternatives en français, sous le titre Les Deux Mondes, et en anglais, sous le titre Two Worlds)
- 1930 : Menschen im Käfig d'Ewald André Dupont
- 1931 : Les Nuits de Port-Saïd de Leo Mittler
- 1931 : Marius d'Alexander Korda
- 1932 : Acht Mädels im Boot d'Erich Waschneck
- 1932 : After the Ball de Milton Rosmer
- 1933 : Britannia of Billingsgate de Sinclair Hill
- 1933 : J'étais une espionne de Victor Saville
- 1933 : Waltz Time de Wilhelm Thiele
- 1933 : The Good Companions de Victor Saville
- 1933 : Le Fantôme vivant (The Ghoul) de T. Hayes Hunter
- 1933 : Channel Crossing de Milton Rosmer
- 1933 : Vendredi 13 (Friday the Thirteenth) de Victor Saville
- 1933 : A Cuckoo in the Nest de Tom Walls
- 1934 : Le Clairvoyant (The Clairvoyant) de Maurice Elvey
- 1934 : Le Juif Süss (Jew Suss) de Lothar Mendes
- 1934 : Dirty Work de Tom Walls
- 1934 : The Fire Raisers de Michael Powell
- 1934 : Le Chant du Danube (Waltzes from Vienna) d'Alfred Hitchcock
- 1934 : Evergreen de Victor Saville
- 1934 : A Cup of Kidness de Tom Walls
- 1934 : L'Homme qui en savait trop (The Man who knew too much) d'Alfred Hitchcock
- 1934 : Red Ensign de Michael Powell
- 1934 : The Iron Duke de Victor Saville
- 1934 : Little Friend de Berthold Viertel
- 1934 : My Song for You de Maurice Elvey
- 1934 : Prima donna de Victor Saville
- 1935 : Car of Dreams de Graham Cutts et Austin Melford
- 1935 : Lady in Danger de Tom Walls
- 1935 : The Night of the Party de Michael Powell
- 1935 : The Guv'nor de Milton Rosmer
- 1936 : It's Love again de Victor Saville
- 1937 : Les Mines du roi Salomon (King Salomon's Mines) de Robert Stevenson
- 1937 : Jeune et innocent (Young and Innocent) d'Alfred Hitchcock
- 1938 : Climbing High de Carol Reed
- 1938 : La Citadelle (The Citadel) de King Vidor
- 1940 : Espionne à bord (Contraband) de Michael Powell
- 1943 : Colonel Blimp (The Life and Death of Colonel Blimp) de Michael Powell et Emeric Pressburger
- 1943 : P.H. contre Gestapo (The Silver Fleet) de Vernon Sewell et Gordon Wellesley
- 1943 : The Volunteer de Michael Powell et Emeric Pressburger (+ caméo)
- 1944 : A Canterbury Tale de Michael Powell et Emeric Pressburger
- 1945 : Je sais où je vais (I know where I'm going !) de Michael Powell et Emeric Pressburger
- 1946 : Une question de vie ou de mort (A Matter of Life and Death) de Michael Powell et Emeric Pressburger
- 1947 : Le Narcisse noir (Black Narcissus) de Michael Powell et Emeric Pressburger
- 1949 : Édouard, mon fils (Edward, my Son) de George Cukor
- 1949 : Guet-apens (Conspirator) de Victor Saville
- 1950 : L'Histoire des Miniver (The Miniver Story) d'Henry C. Potter
- 1951 : Le Retour de Bulldog Drumond (Calling Bulldog Drumond) de Victor Saville
- 1952 : Ivanhoé (Ivanhoe) de Richard Thorpe
- 1953 : Cinq heures de terreur (Time Bomb) de Ted Tetzlaff
- 1953 : Mogambo de John Ford
- 1953 : Les Chevaliers de la Table ronde (Knights of the Round Table) de Richard Thorpe
- 1953 : Ne me quitte jamais (Never let me go) de Delmer Daves
- 1954 : Flame and the Flesh de Richard Brooks
- 1954 : Le Beau Brummel (Beau Brummel) de Curtis Bernhardt
- 1954 : L'Île du danger (Seagulls over Sorrento) de John et Roy Boulting
- 1954 : Voyage au-delà des vivants (Betrayed) de Gottfried Reinhardt
- 1955 : Boulevards de Paris (Bedevilled) de Mitchell Leisen et Richard Thorpe
- 1955 : Les Aventures de Quentin Durward (Quentin Durward) de Richard Thorpe
- 1956 : Invitation à la danse (Invitation to the Dance) de Gene Kelly
- 1957 : L'Adieu aux armes (Farewell to Arms) de Charles Vidor
- 1957 : Miss Ba (The Barretts of Wimpole Street) de Sidney Franklin

## Distinctions

### Récompense
- Oscars 1948 : Oscar de la meilleure direction artistique, catégorie couleur pour Le Narcisse noir

### Nomination
- Oscars 1954 : Oscar de la meilleure direction artistique pour Les Chevaliers de la Table ronde